# Lieber Nichtsnutz
Lieber Nichtsnutz ist ein 1993 im Verlag Friedrich Oetinger erschienenes Kinderbuch von Rudolf Herfurtner um einen elfjährigen Jungen, der die Ferien mit seinem verschrobenen Großvater verbringt.

## Inhalt
Johannes Bergmann, elf Jahre alt, wird Hänschen Johannes oder kurz Hänschen genannt. Sein Opa Gabriel nennt ihn flachsend „Nichtsnutz“, seit er einmal mit einem Ruck an der Tischdecke das ganze Gedeck mitsamt der Torte abgeräumt hat. Opa Gabriel ist aber auch selbst oft schusselig, was sich bei den Abreisevorbereitungen nach Heidenbach ins Ferienhaus zeigt, zu dem er Hänschen mitnimmt, denn Hänschen kann nicht mit dem getrennt lebenden Vater verreisen und auch nicht mit der beruflich eingespannten Mutter. Da kommt Opas Plan, das alte Häuschen zu verkaufen und sich vor Ort um alles zu kümmern, gerade recht.
In den drei Jahren, in denen die Bergmanns nicht mehr in Heidenbach waren, weil das Häuschen mit seinem Rosengarten Lieblingsort der verstorbenen Großmutter war, hat sich eine Reihe von Sonderlingen dort eingenistet: Die Stauraum benötigende Messie-Nachbarin, ihr demenzkranker Vater, der die Rosen pflegt und gegen Diebe „verteidigt“, eine durch Zirkusauflösung überflüssig gewordene Herkules-Schaustellerin, die den Schuppen als Tierasyl benutzt, sowie das streunende Mädchen Lisa auf dem Speicher, das ad hoc Nonsensverse schmiedet. Hänschen fühlt sich zu der selbstsicheren und frechen Lisa ebenso hingezogen wie von ihr abgestoßen. Die beiden necken sich gegenseitig mit den in Gesprächen anderer aufgeschnappten Bezeichnungen „Nichtsnutz“ beziehungsweise „Wegwerfkind“.
Opa Gabriel ist fest entschlossen, dem bunten Treiben ein Ende zu bereiten, doch die Schicksale erweichen sein Herz und er nimmt Abstand vom Verkauf, womit das Häuschen dem drohenden Abriss entgeht und die Besetzergruppe der Obdachlosigkeit. Schließlich sitzt die zusammengewürfelte Hausgesellschaft an der Zwetschgenkuchentafel zusammen: „Nichts paßte zusammen, das Geschirr und die Stühle so wenig wie diese Menschen.“ (S. 143) Trotzdem verstehen sie sich prächtig, nicht zuletzt weil sie in Erinnerungen an das frühere Heidenbach schwelgen. Da brennt plötzlich der Schuppen – ein Sabotageakt des Maklers. Nachdem Hänschen die Tiere gerettet hat und die Feuerwehr den Brand gelöscht, gibt Lisa Hänschen Nichtsnutz einen neuen Namen: „Jonny Firefighter“. Opa Gabriel sieht sich in der Pflicht, in Heidenbach zu verweilen, um das angerichtete Chaos zu beseitigen. Ob er darüber hinaus dort bleibt, das heißt in das Häuschen zu den Neubewohnern einzieht, lässt er erst einmal offen.

## Ausgaben
Die verwendete Ausgabe ist die fest gebundene des Oetinger Verlags, Hamburg 1993, ISBN 3-7891-3702-2, mit den Zeichnungen von Reinhard Michl. Die drei Punkte auf dem Buchrücken geben die Altersempfehlung an, in diesem Fall die Lesestufe „ab 10 Jahren“.
Es gibt keine Taschenbuch-Ausgabe. Allerdings gibt es einen Blindenschrift-Druck (in zwei Ordnern), vom Blindenschrift Verlag Pauline von Mallinckrodt, Paderborn 1995.